# Kunitachi
Kunitachi (国立市, Kunitachi-shi) és una ciutat i municipi del Tòquio occidental, a la metròpolis de Tòquio, a la regió de Kanto, Japó. La prestigiosa Universitat Hitotsubashi té un campus a la ciutat.

## Geografia
La ciutat de Kunitachi es troba localitzada a l'altiplà de Musashino, al centre geogràfic de Tòquio. Un lloc conegut i representatiu de Kunitachi és el "carrer de la universitat" (大学通り, Daigaku-dōri), el qual a la primavera està ple de cirerers florits o sakura a les dues vores. El passeig ple de cireres connecta l'estació de Kunitachi amb el banc del riu Tama, on finalitza el carrer. El terme municipal de Kunitachi limita amb els de Hino i Fuchū al sud, amb Tachikawa a l'oest i amb Kokubunji al nord.

## Història
Fins a la fi del període Tokugawa, la zona que actualment ocupa el modern municipi de Kunitachi va formar part de l'antiga província de Musashi. La zona es troba al mig de l'antic Kōshū Kaidō o "camí de Kôshû", el qual connectava la ciutat d'Edo (actual centre de Tòquio) amb la ciutat de Kōfu, capital de l'antiga província de Kai i de l'actual prefectura de Yamanashi. Amb la creació dels municipis l'1 d'abril de 1889, els pobles de Yaho, Aoyagi i Yabo es van fundar dins del ja desaparegut districte de Tama, aleshores part de la prefectura de Kanagawa. L'1 d'abril de 1893 tot el territori del districte va passar a ser part de l'antiga prefectura de Tòquio en el que avui es coneix com a Tòquio occidental. Els tres pobles es van fusionar l'any 1951 per a formar la vila de Kunitachi. La vila va ser elevada a l'actual categoria de ciutat l'1 de gener de 1967.

## Demografia
| 1920   | 1930   | 1940   | 1950   | 1960   | 1970   | 1980   |
| ------ | ------ | ------ | ------ | ------ | ------ | ------ |
| 2.611  | 3.814  | 10.052 | 14.679 | 32.609 | 59.709 | 64.144 |
| 1990   | 2000   | 2010   | 2020   | 2030   | 2040   | 2050   |
| 65.833 | 72.187 | 75.505 | 75.390 | -      | -      | -      |

## Transport

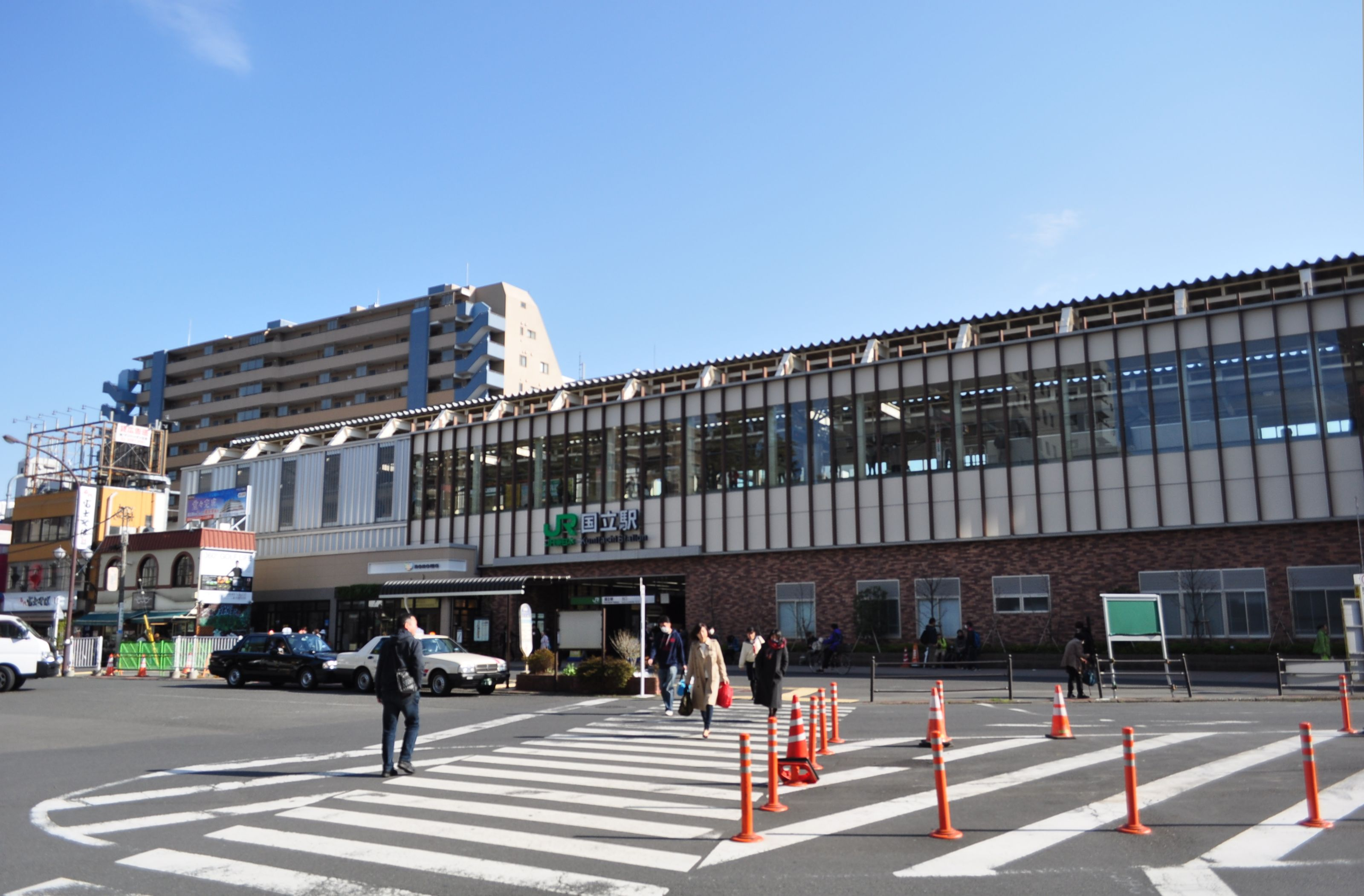
Estació de Kunitachi

### Ferrocarril
- Companyia de Ferrocarrils del Japó Oriental (JR East)
  - Kunitachi - Yaho - Yagawa

L'estació de Nishi-Kunitachi (Kunitachi occidental), tot i el nom, es troba a la ciutat de Tachikawa.

### Carretera
- Autopista Central
- Nacional 20
- Carreteres d'àmbit prefectural propietat del Govern Metropolità de Tòquio.